# Chernes similis
Espèce
Synonymes
- Allochernes similis Beier, 1932
- Allochernes karamani Hadži, 1938

Chernes similis est une espèce de pseudoscorpions de la famille des Chernetidae.

## Distribution
Cette espèce se rencontre en Pologne, en Slovaquie, en Tchéquie, en Autriche, au Monténégro, en Macédoine du Nord, en Roumanie, en Bulgarie et en Turquie.

## Publication originale
- Beier, 1932 : Pseudoscorpionidea II. Subord. C. Cheliferinea. Tierreich, vol. 58, p. 1-294.